# 마그넨티우스

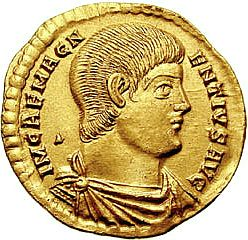

플라비우스 마그누스 마그넨티우스(Flavius Magnus Magnentius , 303년 – 353년 8월 11일)는 350년 로마 황제 콘스탄스에게 반대하여 봉기한 군주로 콘스탄티우스 2세의 입장에서는 찬탈자이다.
게르만족 출신으로 갈리아에서 태어났는데 군대에서 두각을 나타내어 장군이 되었다. 그의 병사들이 군주인 콘스탄스의 행동에 대한 불만이 고조되고 결국 350년 1월 18일 아우툰에서 마그넨티우스를 군주로 옹립하였다. 콘스탄스는 아무런 도움을 받지 못하고 쫓겨나서 갈리아 깊숙이 피신했다가 결국 피레네산맥에서 잡혀 처참히 죽임을 당했다.
마그넨티우스는 즉각 히스파니아, 갈리아, 브리타니아에서 충성을 얻을 수 있었는데 그가 기독교와 이교도간의 갈등을 잘 중재하고 관용을 배풀었기 때문이었다. 이탈리아와 아프리카에도 심복을 요직에 앉혀서 권력을 잡았고 콘스탄티누스 왕가의 일족인 네포티아누스의 봉기도 350년 6월 30일 진압했다.
351년 무르사에서 콘스탄티우스 2세의 군대에 대패한 후 갈리아로 도망쳤고 353년 결국 자살하였다.